# Religión elamita

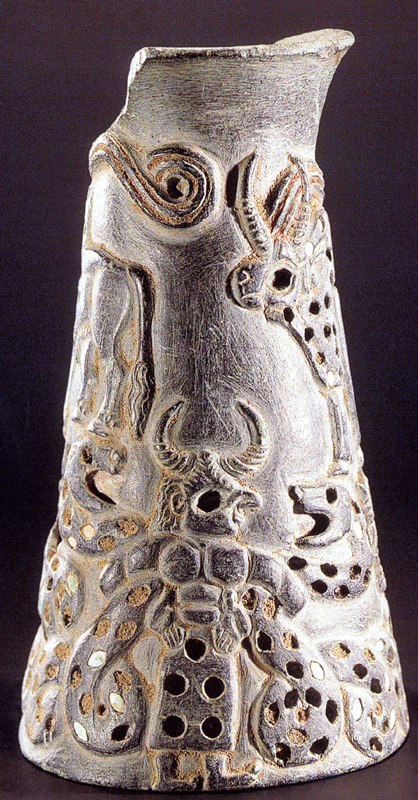
Jarra de clorita con decoración en relieve que representa una figura con 'dos cuernos' que lucha con diosas serpiente.

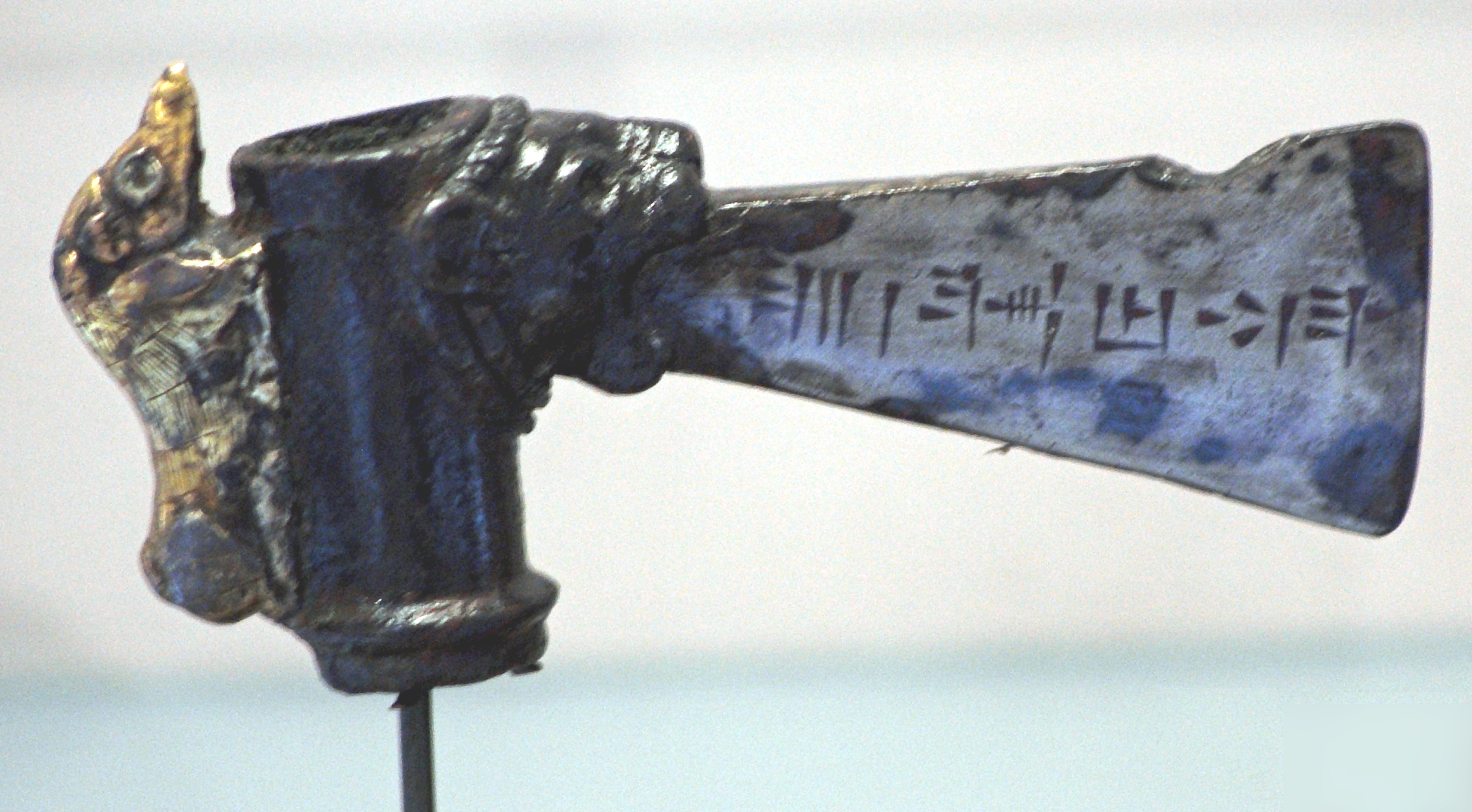
Hacha ofrecida por el rey Untash-Napirisha a la diosa Kiririsha, Choga Zanbil. Período medio-elamita.

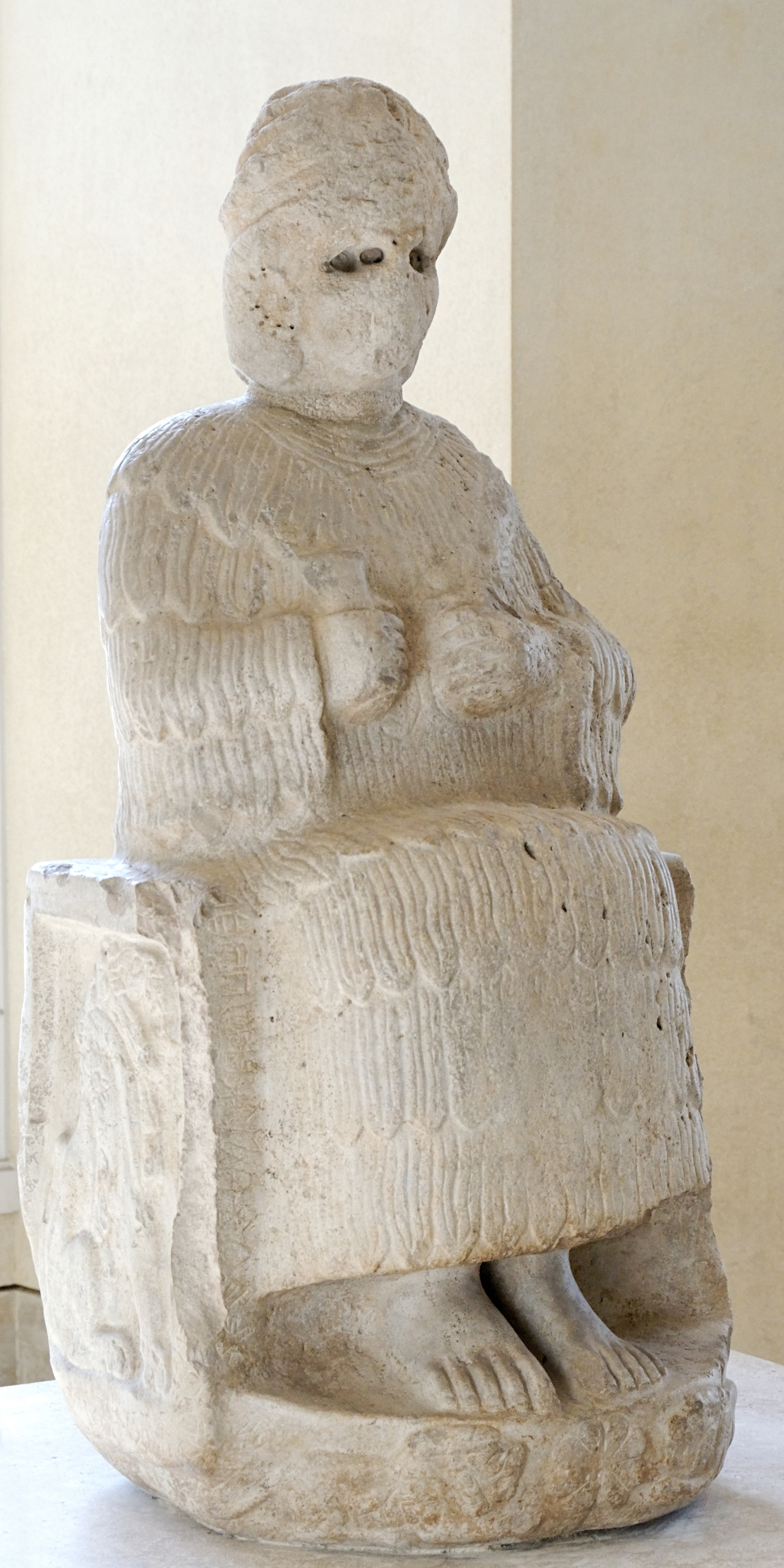
Diosa Narundi consagrada por Puzur-Inshushinak (c. siglo XXII a. C.), Susa, Museo del Louvre.

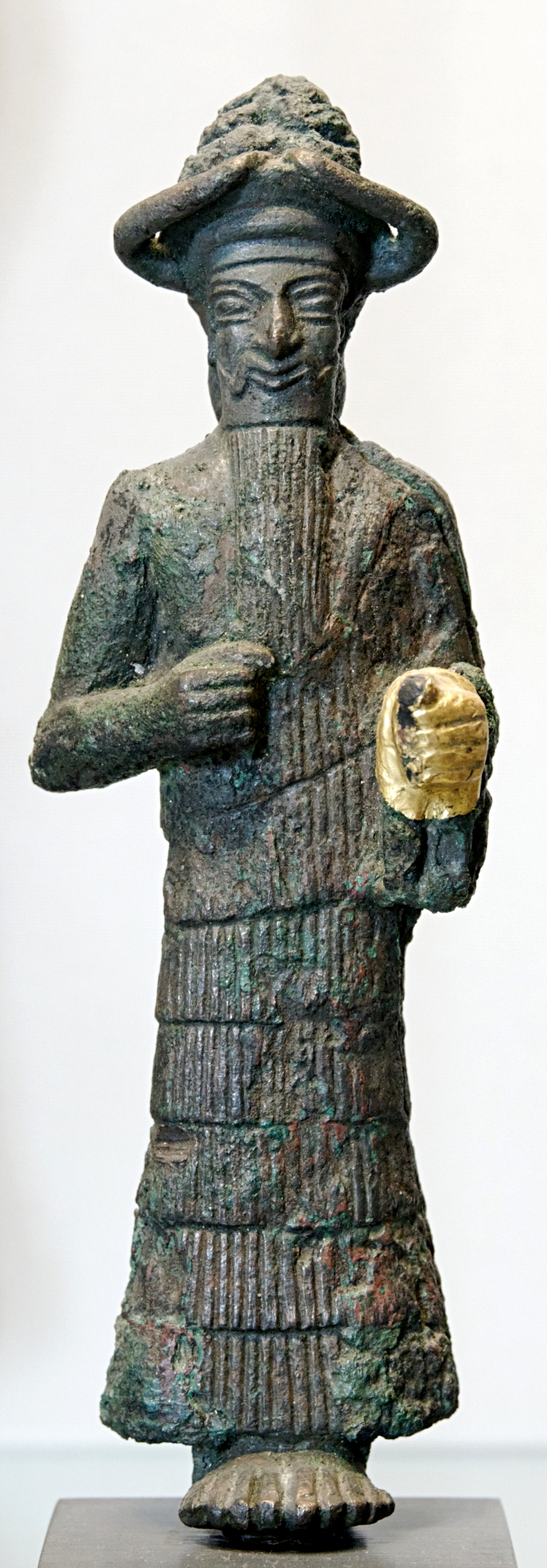
Estatuilla de divinidad. Cobre, que originalmente estaba cubierto de oro. Comienzos del II milenio a. C. Museo del Louvre.

La religión elamita comprende las creencias y prácticas religiosas de los elamitas, habitantes del país de Elam en el antiguo Irán. En origen, la mitología puede provenir del IV milenio a. C., existiendo mucho antes de la formación del estado. Está influenciada significativamente por la religión sumeria-acadia.

## Características
Los elamitas practicaban el politeísmo. El culto también variaba según el período y el lugar.
Una de las características distintivas de la mitología elamita es el culto a las serpientes como símbolo de fertilidad y eternidad, a menudo representadas en cabezas humanas. 
En el período tardío, Elam adoraba una tríada suprema compuesta por Inshushinak (originalmente el dios protector cívico de Susa y líder de la tríada y garante de la monarquía), Kiririsha (diosa madre y de la tierra) del sur de Elam) y Jumban (dios del cielo). Otras deidades incluyen a Pinikir (otra diosa madre y posiblemente, en su origen, deidad principal en el norte de Elam), que luego sería suplantada o identificada con Kiririsha) y Yabru (dios del inframundo.). 
Las principales divinidades de la realeza a principios del II milenio fueron Napirisha, el dios de Anshan, e Inshushinak, el dios de la ciudad de Susa. La característica de Elam, compartida, al menos ideológicamente, entre estas dos ciudades, fue marcado por el título de sus reyes, que se autodenominaron "reyes de Anshan y Susa", y las deidades tutelares correspondientes, estableciéndolas como deidades predominantes.
También hubo deidades importadas, como Beltiya.